# Chip Banks
William Chip Banks (Lawton, 18 settembre 1959) è un ex giocatore di football americano statunitense che ha giocato nel ruolo di linebacker nella National Football League (NFL). Fu scelto come terzo assoluto nel Draft NFL 1982 dai Cleveland Browns. Al college giocò a football alla University of Southern California.

## Carriera
Banks fu scelto come terzo assoluto nel Draft 1982 dai Cleveland Browns. Nella sua prima stagione fu premiato come rookie difensivo dell'anno e fu convocato per il Pro Bowl, la prima di quattro selezioni consecutive. Nel 1985 fu inserito nel First-team All-Pro dall'Associated Press dopo avere terminato con un primato in carriera di 11 sack. Dopo la fine dell'esperienza coi Browns, giocò per una stagione nel 1987 con i San Diego Chargers e chiuse la carriera disputando le ultime quattro annate con gli Indianapolis Colts.

## Palmarès
- Convocazioni al Pro Bowl: 4

1982, 1983, 1985, 1986
- First-team All-Pro: 1

1983
- Rookie difensivo dell'anno - 1982
- PFWA All-Rookie Team - 1982

## Statistiche
| Sack       | 46,0 |
| Intercetti | 9    |